# آلبین کیتسینگر
آلبین کیتسینگر (به آلمانی: Albin Kitzinger) بازیکن فوتبال و هافبک اهل آلمان است که از سال ۱۹۳۵ میلادی عضو تیم ملی فوتبال آلمان بوده‌است. وی در ۴۴ بازی ملی حضور داشته است و آخرین بازی ملی خود را در سال ۱۹۴۲ میلادی انجام داد. آلبین کیتسینگر در بازی‌های ملی‌اش ۵ گل به ثمر رساند.